# Еллпорт (Пенсільванія)
Еллпорт (англ. Ellport) — місто (англ. borough) в США, в окрузі Лоуренс штату Пенсільванія. Населення — 1082 особи (2020).

## Географія
Еллпорт розташований за координатами 40°51′42″ пн. ш. 80°15′44″ зх. д. / 40.86167° пн. ш. 80.26222° зх. д. (40.861623, -80.262113).  За даними Бюро перепису населення США в 2010 році місто мало площу 1,20 км², з яких 1,11 км² — суходіл та 0,09 км² — водойми.

## Демографія
Згідно з переписом 2010 року, у селищі мешкало 1180 осіб у 481 домогосподарстві у складі 327 родин. Густота населення становила 985 осіб/км².  Було 501 помешкання (418/км²).
Расовий склад населення:
| - 97,8 % — білих - 0,4 % — азіатів - 0,3 % — чорних або афроамериканців |

До двох чи більше рас належало 0,8 %. Частка іспаномовних становила 1,4 % від усіх жителів.
За віковим діапазоном населення розподілялося таким чином: 23,7 % — особи молодші 18 років, 58,3 % — особи у віці 18—64 років, 18,0 % — особи у віці 65 років та старші. Медіана віку мешканця становила 42,6 року. На 100 осіб жіночої статі у селищі припадало 94,1 чоловіків;  на 100 жінок у віці від 18 років та старших — 89,1 чоловіків також старших 18 років.
Середній дохід на одне домашнє господарство  становив 53 221 долар США (медіана — 43 676), а середній дохід на одну сім'ю — 62 009 доларів (медіана — 52 500). Медіана доходів становила 49 250 доларів для чоловіків та 37 679 доларів для жінок. За межею бідності перебувало 8,5 % осіб, у тому числі 6,8 % дітей у віці до 18 років та 12,1 % осіб у віці 65 років та старших.
Цивільне працевлаштоване населення становило 515 осіб. Основні галузі зайнятості: освіта, охорона здоров'я та соціальна допомога — 21,0 %, виробництво — 20,4 %, роздрібна торгівля — 13,6 %, мистецтво, розваги та відпочинок — 9,3 %.